# Patrick Soon-Shiong
Patrick Soon-Shiong (Puerto Elizabeth, 29 de julio de 1952) es un cirujano de trasplantes chino-sudafricano, empresario multimillonario, biocientífico y propietario de medios. Es el inventor del fármaco Abraxane, que se hizo conocido por su eficacia contra el cáncer de pulmón, mama y páncreas. Soon-Shiong es el fundador de NantWorks, una red de empresas emergentes de salud, biotecnología e inteligencia artificial; profesor adjunto de cirugía y director ejecutivo del Wireless Health Institute de la Universidad de California, Los Ángeles; y profesor visitante en el Imperial College London y el Dartmouth College . Soon-Shiong ha publicado más de 100 artículos científicos y tiene más de 230 patentes emitidas en todo el mundo sobre avances que abarcan numerosos campos de la tecnología y la medicina.
Soon-Shiong es presidente de tres organizaciones sin fines de lucro: la Fundación de la Familia Chan Soon-Shiong, cuyo objetivo es financiar la investigación y eliminar las disparidades en el acceso a la atención médica y la educación; el Instituto Chan Soon-Shiong para la Salud Avanzada, que se enfoca en cambiar la forma en que se comparte la información de salud; y el Healthcare Transformation Institute, una asociación con la Universidad de Arizona y la Universidad Estatal de Arizona. Ha sido propietario minoritario de Los Angeles Lakers desde 2010, y desde junio de 2018, ha sido propietario y presidente ejecutivo de Los Angeles Times y The San Diego Union-Tribune.  A 25  de octubre de  2024 Forbes estima que Soon-Shiong tiene un patrimonio neto de 7.100 millones de dólares. Se ha comprometido con Giving Pledge y se ha comprometido a donar al menos la mitad de su riqueza a la filantropía.

## Primeros años y educación
Soon-Shiong nació en Puerto Elizabeth, Unión de Sudáfrica, de padres inmigrantes chinos que huyeron de China durante la ocupación japonesa en la Segunda Guerra Mundial. Sus padres eran hakka originarios del distrito de Meixian en la provincia de Guangdong . Su apellido ancestral es Wong (黃).
A los 23 años, Soon-Shiong se licenció en Medicina (MBBCh) por la Universidad de Witwatersrand, quedando en cuarto lugar entre 189 estudiantes. En el Hospital General de Johannesburgo terminó sus prácticas de medicina. Tras recibir becas de investigación del Colegio Americano de Cirujanos, el Real Colegio de Médicos y Cirujanos de Canadá y la Asociación Americana de Cirugía Académica, continuó sus estudios en la Universidad de Columbia Británica, donde se licenció en 1979 con un máster.
Se mudó a los Estados Unidos y comenzó su formación quirúrgica en la Universidad de California, Los Ángeles (UCLA), y se convirtió en cirujano certificado por la junta en 1984. Soon-Shiong es miembro del Royal College of Surgeons (Canadá) y miembro del American College of Surgeons.

## Carrera
Soon-Shiong se unió a la Facultad de Medicina de UCLA en 1983 y se desempeñó en esa facultad hasta 1991, como cirujano de trasplantes. Entre 1984 y 1987, se desempeñó como investigador asociado en el Center for Ulcer Research and Education. Soon-Shiong realizó el primer trasplante de páncreas completo realizado en la UCLA,  y desarrolló y realizó por primera vez el tratamiento experimental para la diabetes tipo 1, conocido como trasplante de islotes humanos encapsulados, y el "primer trasplante de cerdo a trasplante de células de los islotes del hombre en pacientes diabéticos". Luego de un período en la industria, regresó a UCLA en 2009, desempeñándose como profesor de microbiología, inmunología, genética molecular y bioingeniería hasta la fecha. Soon-Shiong se desempeñó como profesor invitado en el Imperial College de Londres en 2011.
Soon-Shiong compró Fujisawa, que vendía medicamentos genéricos inyectables, en 1998. Utilizó sus ingresos para desarrollar Abraxane, que tomó un fármaco de quimioterapia existente, Taxol, y lo envolvió en una proteína que facilitó su administración a los tumores. Pudo moverlo rápidamente a través del proceso regulatorio e hizo su fortuna con este medicamento.  En 1991, Soon-Shiong dejó la UCLA para iniciar una empresa de biotecnología para la diabetes y el cáncer llamada VivoRx Inc. Esto condujo a la fundación en 1997 de APP Pharmaceuticals, de la cual poseía el 80 % de las acciones en circulación y las vendió a Fresenius SE por $4600 millones en julio de 2008. Soon-Shiong luego fundó Abraxis BioScience (fabricante del medicamento, Abraxane), una compañía que vendió a Celgene en 2010 en un acuerdo de efectivo y acciones valorado en más de $ 3 000 millones.
En 2007, Soon-Shiong fundó NantHealth con el fin de proporcionar una infraestructura de datos basada en la nube y de fibra óptica para compartir información sanitaria. NantWorks, que Soon-Shiong fundó más tarde, tenía el objetivo declarado de "hacer converger la tecnología de semiconductores de potencia ultrabaja, la supercomputación, el alto rendimiento, las redes avanzadas seguras y la inteligencia aumentada para transformar la forma en que trabajamos, jugamos y vivimos". Soon-Shiong informó en octubre de 2012 de que la red y el sistema basados en superordenadores de NantHealth podían analizar los datos genéticos de una muestra tumoral en 47 segundos y transferir los datos en 18 segundos. El objetivo de la creación de esta infraestructura y tecnologías digitales era impulsar grandes proyectos científicos como el Atlas del Genoma del Cáncer, así como el intercambio de datos genómicos entre centros de secuenciación, hospitales y centros de investigación médica. En enero de 2013 fundó NantOmics para crear tratamientos contra el cáncer basados en inhibidores de la proteína cinasa. NantWorks fue la empresa matriz de NantOmics y NantHealth, una empresa hermana. Con el fin de lograr un estado sostenido libre de enfermedad, Soon-Shiong afirmó que la visión de NantWorks para el futuro del tratamiento del cáncer implicaba la convergencia de varias tecnologías, como el diagnóstico, la supercomputación, el modelado en red de datos compartidos sobre genes tumorales y cócteles personalizados de fármacos contra el cáncer en ataques multiobjetivo.
En 2010, con la Universidad Estatal de Arizona y la Universidad de Arizona, Soon-Shiong fundó el Instituto de Transformación de la Atención Médica (HTI), al que llama "do-tank". La misión de HTI es promover un cambio en la atención médica en los Estados Unidos al integrar mejor los tres dominios ahora separados de la ciencia médica, la prestación de servicios de salud y las finanzas de la atención médica. En julio de 2015, Soon-Shiong inició una oferta pública inicial para NantKwest (antes ConkWest) que representó la oferta pública inicial de biotecnología de mayor valor en la historia, con un valor de mercado de 2600 millones de dólares. En abril de 2016, Los Angeles Times informó que Soon-Shiong recibió un paquete de pago en 2015 de NantKwest por un valor de casi $ 148 millones, lo que lo convirtió en uno de los directores ejecutivos mejor pagados. Soon-Shiong también es miembro del Consejo del siglo XXI del Instituto Berggruen.
En 2015, NantPharma de Soon-Shiong compró el fármaco Cynviloq de Sorrento Theraputics por 90 millones de dólares, incluidos más de 1000 millones de dólares en compensación por alcanzar hitos regulatorios y de ventas. Soon-Shiong no siguió adelante con la aprobación de la FDA como dictaba el acuerdo, y en su lugar permitió la caducidad de patentes críticas y plazos, presumiblemente debido a su interés financiero en otro fármaco que competiría con Cynviloq. Este método de "atrapar y matar" para eliminar la competencia sigue un patrón de prácticas comerciales cuestionables por parte de Soon-Shiong, y afirmaciones de "saqueo" por parte de la celebridad actriz y música Cher .
Soon-Shiong creó la Coalición Nacional de Inmunoterapia a principios de 2016 para incitar a las empresas farmacéuticas competidoras a colaborar en el ensayo de combinaciones de fármacos que combatan el cáncer. Además, ha hablado con frecuencia con Joe Biden, actual presidente y antiguo vicepresidente de Estados Unidos, sobre métodos más agresivos de lucha contra el cáncer, como la secuenciación de los genomas de 100.000 pacientes para crear una amplia base de datos de posibles factores genéticos.
En 2017, como anunció el secretario de prensa Sean Spicer, el entonces presidente electo Donald Trump se reunió con Soon-Shiong en su finca de Bedminster, Nueva Jersey, para discutir las prioridades médicas nacionales. En mayo de 2017, el presidente de la Cámara de Representantes, Paul Ryan, nombró a Soon-Shiong para el Comité Asesor de Tecnología de la Información de la Salud, un comité establecido por la Ley de Curas del Siglo XXI .
En 2017, el Smithsonian invitó a Soon-Shiong y su esposa a formar parte de la exhibición permanente " Muchas voces, una nación " en el ala oeste del museo Smithsonian en Washington D. C.
A principios de 2021, Soon-Shiong fusionó una empresa que cotiza en bolsa NantKwest (NASDAQ: NK) con una entidad privada ImmunityBio (anteriormente NantCell). La nueva entidad pública después de la fusión se conoce como ImmunityBio, Inc. cotiza en NASDAQ con el símbolo de cotización: IBRX.
Para el verano de 2021, ImmunityBio había desarrollado una inyección de refuerzo de la vacuna universal contra la COVID-19 que induce células T y había llegado a los ensayos de fase III en su Sudáfrica natal, con el objetivo declarado de bloquear por completo la transmisión y detener una marea endémica de variantes de la COVID-19. En diciembre de 2021, el Dr. Soon-Shiong compartió los resultados preclínicos de dos plataformas de vacunas diferentes ( heterólogas) y mostró niveles beneficiosos de células T utilizando una tecnología de adenovirus y ARNm.
En septiembre de 2021, Soon-Shiong y el presidente Cyril Ramaphosa de Sudáfrica anunciaron a través de una conferencia de prensa virtual una nueva empresa llamada NantSA con NantWorks para expandir la capacidad de desarrollo de vacunas para África. NantWorks ha firmado un acuerdo de colaboración con el Consejo para la Investigación Científica e Industrial del gobierno de Sudáfrica, el Consejo de Investigación Médica de Sudáfrica ( SAMRC ) y el Centro para la Innovación y la Respuesta a Epidemias.
En enero de 2022, Soon-Shiong abrió una nueva planta de fabricación y un campus en Ciudad del Cabo, Sudáfrica, con el presidente Ramaphosa. Se informa que Soon-Shiong y sus entidades están invirtiendo más de 4 000 millones de RAND (~ $ 250 millones de dólares) en el continente.
En febrero de 2022, Soon-Shiong anunció los resultados de ImmunityBio con respecto a un ensayo clínico en el cáncer de vejiga sin invasión muscular (NMIBC, por sus siglas en inglés) con una mediana de duración de 24,1 y una remisión completa del 71 %.

## Inversiones
En 2013, Soon-Shiong se convirtió en uno de los primeros inversores en Zoom, una empresa de videoconferencias.
En septiembre de 2014, NantWorks LLC, una empresa encabezada por Soon-Shiong, invirtió 2,5 millones de dólares en AccuRadio.
En 2015, NantWorks LLC invirtió en Wibbitz en su financiamiento de serie B de $ 8 millones.
El San Diego Union-Tribune y Los Angeles Times fueron adquiridos por la empresa de Soon-Shiong, NantCapital, a Tronc Inc. por "casi 500 millones de dólares en efectivo" y la asunción de 90 millones de dólares en obligaciones de pensiones, según un informe de Los Angeles Times de febrero de 2018. Con la compra de un diario importante en Estados Unidos, Soon-Shiong se convirtió en uno de los primeros asiático-americanos en poseer una empresa de medios de comunicación. El 18 de junio de 2018 se completó la venta. 
En septiembre de 2018, su empresa NantEnergy anunció el desarrollo de una batería de zinc-aire con un costo proyectado de $100 por kilovatio-hora (menos de un tercio del costo de las baterías de iones de litio ).
En 2019, Soon-Shiong se convirtió en inversor en una empresa de tecnología basada en grafeno en Europa llamada Directa Plus. Actualmente es propietario del 28 % de la empresa.
En 2021, Soon-Shiong anunció una nueva inversión de 29 millones de dólares en una empresa de energías renovables llamada NantRenewables en SeaPoint, Savannah, Georgia.
En 2022, Soon-Shiong invirtió en Sienza, una empresa de baterías de litio en Pasadena, California.

## Vida personal
Soon-Shiong está casado con la ex actriz Michele B. Chan. Tienen dos hijos, incluida Nika Soon-Shiong, y viven en Los Ángeles, California. Es un ávido aficionado al baloncesto y al fútbol.